# Olympische Sommerspiele 1968/Teilnehmer (Spanien)
| Gelbes Symbol für Goldmedaillen mit stilisierten Olympischen Ringen | Graues Symbol für Silbermedaillen mit stilisierten Olympischen Ringen | Braundes Symbol für Bronzemedaillen mit stilisierten Olympischen Ringen |
| ------------------------------------------------------------------- | --------------------------------------------------------------------- | ----------------------------------------------------------------------- |
| —                                                                   | —                                                                     | —                                                                       |

Spanien nahm an den Olympischen Sommerspielen 1968 in Mexiko-Stadt mit einer Delegation von 122 Athleten (120 Männer und 2 Frauen) an 50 Wettkämpfen in zwölf Sportarten teil.
Ein Medaillengewinn gelang keinem der Athleten. Fahnenträger bei der Eröffnungsfeier war der Segler Gonzalo Fernández de Córdoba y Larios.

## Teilnehmer nach Sportarten

### Basketball
- 7. Platz
Alfonso Martínez
Antonio Nava
Cliff Luyk
Emiliano Rodríguez
Enrique Margall
Francisco Buscató
Jesús Codina
José Sagi-Vela
Juan Antonio Martínez
Lorenzo Alocén
Juan Carlos Santiago
Vicente Ramos

### Boxen
- Ramiro Suárez
Bantamgewicht: in der 1. Runde ausgeschieden

- Andrés Martín
Federgewicht: in der 1. Runde ausgeschieden

- Marcos Chinea
Leichtgewicht: in der 1. Runde ausgeschieden

- Mariano Pérez
Halbweltergewicht: in der 1. Runde ausgeschieden

- José Manuel Durán
Weltergewicht: im Achtelfinale ausgeschieden

- Moisés Fajardo
Halbmittelgewicht: in der 1. Runde ausgeschieden

### Fußball
- im Viertelfinale ausgeschieden
Andrés Mendieta
Pedro Valentín Mora
Gregorio Benito
Francisco Espíldora
Miguel Ángel Ochoa
Isidro Sala
Juan Manuel Asensi
Javier Ciáurriz
José María Igartua
Rafael Jaén
Ramón Alfonseda
Crispi
José Antonio Barrios
Juan
José Luis Garzón
José Antonio Grande
Gerardo Ortega
Ortuño

### Hockey
- 6. Platz
Carlos del Coso
Antonio Nogués
Julio Solaun
José Sallés
José Antonio Dinarés
Narciso Ventalló
Agustín Masaña
Juan Quintana
Francisco Amat
Jorge Fábregas
Jorge Vidal
José Colomer
Juan Amat
Francisco Fábregas
Juan José Alvear
Rafael Camiña
Pedro Amat

### Kanu
Männer
- José María Colon
Einer-Kajak 1000 m: im Halbfinale ausgeschieden

- José Perurena
Vierer-Kajak 1000 m: im Viertelfinale ausgeschieden

- Ángel Villar
Vierer-Kajak 1000 m: im Viertelfinale ausgeschieden

- Gerardo López
Vierer-Kajak 1000 m: im Viertelfinale ausgeschieden

- Pedro Cuesta
Vierer-Kajak 1000 m: im Viertelfinale ausgeschieden

### Leichtathletik
Männer
- José Luis Sánchez
100 m: im Vorlauf ausgeschieden

- Ramon Magariños
400 m: im Vorlauf ausgeschieden

- Jorge González Amo
1500 m: im Vorlauf ausgeschieden

- Carlos Pérez
Marathon: Rennen nicht beendet

- Javier Álvarez
3000 m Hindernis: 11. Platz

- Mariano Haro
3000 m Hindernis: im Vorlauf ausgeschieden

- Luis María Garriga
Hochsprung: 11. Platz

- Ignacio Sola
Stabhochsprung: 9. Platz

- Luis Felipe Areta Sampériz
Dreisprung: 12. Platz

- José Luis Martínez
Hammerwurf: 18. Platz

### Radsport
- José Gómez
Straßenrennen: 16. Platz
Mannschaftszeitfahren: 12. Platz

- Luis Zubero
Straßenrennen: 28. Platz

- Miguel María Lasa
Straßenrennen: 42. Platz
Mannschaftszeitfahren: 12. Platz

- Agustín Tamames
Straßenrennen: Rennen nicht beendet

- Nemesio Jiménez
Mannschaftszeitfahren: 12. Platz

- José Antonio González Linares
Mannschaftszeitfahren: 12. Platz

- Daniel Yuste
Bahn Einerverfolgung 4000 m: 13. Platz

### Rudern
- Ángel Urrutia
Zweier ohne Steuermann: im Viertelfinale ausgeschieden

- Miguel Solano
Zweier ohne Steuermann: im Viertelfinale ausgeschieden

- Filiberto Marco
Zweier ohne Steuermann: im Viertelfinale ausgeschieden

### Schießen
- Jaime González
Schnellfeuerpistole 25 m: 31. Platz

- José Álava
Schnellfeuerpistole 25 m: 45. Platz

- José Amedo
Freie Pistole 50 m: 33. Platz

- Juan García
Freie Pistole 50 m: 41. Platz

- Luis del Cerro
Kleinkalibergewehr Dreistellungskampf 50 m: 42. Platz

- José María Pigrau
Kleinkalibergewehr Dreistellungskampf 50 m: 46. Platz

- José Luis Calvo
Kleinkalibergewehr liegend 50 m: 37. Platz

- José del Villar
Kleinkalibergewehr liegend 50 m: 82. Platz

- Jaime Bladas
Trap: 9. Platz

- José Cusí
Trap: 14. Platz

- Miguel Marina
Skeet: 12. Platz

- José Luis Martínez
Skeet: 36. Platz

### Schwimmen
Männer
- José Antonio Chicoy
100 m Freistil: im Halbfinale ausgeschieden
4-mal-100-Meter-Freistil-Staffel: im Vorlauf ausgeschieden
4-mal-200-Meter-Freistil-Staffel: im Vorlauf ausgeschieden
4-mal-100-Meter-Lagen-Staffel: 8. Platz

- Antonio Corell
1500 m Freistil: im Vorlauf ausgeschieden

- Juan Fortuny
200 m Lagen: im Vorlauf ausgeschieden
4-mal-100-Meter-Freistil-Staffel: im Vorlauf ausgeschieden
4-mal-200-Meter-Freistil-Staffel: im Vorlauf ausgeschieden

- Juan Martínez
4-mal-100-Meter-Freistil-Staffel: im Vorlauf ausgeschieden
4-mal-200-Meter-Freistil-Staffel: im Vorlauf ausgeschieden

- Diego Martel
4-mal-100-Meter-Freistil-Staffel: im Vorlauf ausgeschieden

- Santiago Esteva
100 m Rücken: im Halbfinale ausgeschieden
200 m Rücken: 5. Platz
4-mal-200-Meter-Freistil-Staffel: im Vorlauf ausgeschieden
4-mal-100-Meter-Lagen-Staffel: 8. Platz

- Jesús Cabrera
100 m Rücken: im Vorlauf ausgeschieden

- Jaime Monzo
200 m Rücken: im Vorlauf ausgeschieden

- José Durán
100 m Brust: im Vorlauf ausgeschieden
200 m Brust: im Vorlauf ausgeschieden
4-mal-100-Meter-Lagen-Staffel: 8. Platz

- Arturo Lang-Lenton
100 m Schmetterling: im Vorlauf ausgeschieden
4-mal-100-Meter-Lagen-Staffel: 8. Platz

- Miguel Torres
400 m Lagen: im Vorlauf ausgeschieden

Frauen
- María Corominas
100 m Rücken: im Halbfinale ausgeschieden
200 m Rücken: 7. Platz

- Pilar von Carsten
200 m Lagen: im Vorlauf ausgeschieden

### Segeln
- Juan Sirvent
Finn-Dinghy: 27. Platz

- Juan Manuel Alonso
Star: 18. Platz

- Juan María Alonso
Star: 18. Platz

- Gonzalo Fernández de Córdoba y Larios
Flying Dutchman: 11. Platz

- Félix Gancedo
Flying Dutchman: 11. Platz

- Ángel Riveras
Drachen: 21. Platz

- Eugenio Jáudenes
Drachen: 21. Platz

- Manuel Baiget
Drachen: 21. Platz

### Wasserball
- 9. Platz
Luis Bestit
Jorge Borell
Juan Rubio
José Padrós
Agustín Codera
Fermín Más
Lolo Ibern
Santiago Zubicoa
Luis Meya
Juan Jané
Vicente Brugat